# Agymanók 2.
Az Agymanók 2. (eredeti cím: Inside Out 2) 2024-ben bemutatott amerikai 3D-s számítógépes animációs filmvígjáték-dráma, a 28. Pixar-film, egyben a 2015-ös Agymanók című film folytatása. Meg LeFauve forgatókönyvéből Kelsey Mann rendezte, a Pixar Animation Studios gyártásában készült és a Walt Disney Studios Motion Pictures forgalmazásában jelent meg.
A szinkronszereplők közül Amy Poehler, Phyllis Smith és Lewis Black ismét eljátsszák az első filmben játszott szerepüket, valamint új szerepben Tony Hale, Liza Lapira és Maya Hawke hallható.
Az Egyesült Államokban 2024. június 14-én, Magyarországon 2024. június 13-án, került a mozikba.

## Cselekmény
Két évvel azután, hogy San Franciscóba költözött, a 13 éves Riley Andersen megkezdi a középiskolát. Riley érzelmei – Derű, Bánat, Majré, Undor és Harag – most egy új, „önérzetnek” nevezett elemre is figyelnek az elméjében. Ez az önérzet olyan emlékeket és érzéseket tárol, amelyek formálják Riley hitét és önképét. Derű, aki azt szeretné, ha az önérzet csak jó emlékekkel telne meg, létrehozott egy mechanizmust, amely a rossz emlékeket Riley elméjének hátsó részébe száműzi.  
Riley és legjobb barátai, Bree és Grace, meghívást kapnak egy háromnapos jéghoki táborba, ahol Riley abban reménykedik, hogy bejuthat új iskolájának csapatába, a Fire Hawksba. Riley elméjében a tábor előtti éjszakán „serdülési riasztó” szólal meg, és egy munkáscsoport frissíti az érzelmek irányítópultját, ami káoszt okoz a központban. Az érzelmek azt tapasztalják, hogy Riley minden bemenetükre túlreagálással válaszol. Négy új érzelem – Feszkó, Irigység, Ciki és Uncsi – érkezik, akik vitába keverednek az eredeti érzelmekkel a megközelítésükről. Derű azt szeretné, hogy Riley jól érezze magát a táborban, míg Feszkó a csapatba kerülésre és új barátok szerzésére koncentrál, különösen miután Riley megtudja, hogy Bree és Grace másik középiskolába fognak járni.
Derű irányítása alatt Riley véletlenül bajba keveri a táborozókat a szigorú táborvezető, Roberts előtt. Feszkó, úgy gondolva, hogy Riley-nak változnia kell, hogy beilleszkedjen az idősebb játékosok közé, száműzi az önérzetrt az elme hátterébe, és az eredeti érzelmeket egy emlékbörtönbe zárja. Feszkó, Irigység, Uncsi és Ciki egy új, szorongás uralta önérzetet hoznak létre, és bátorítják Riley-t, hogy barátkozzon össze a népszerű hokijátékossal, Valentina „Val” Ortizszal. Derű, Bánat, Majré, Harag és Undor megszöknek az emlékbörtönből; míg a többiek az önérzet visszaszerzésére indulnak, Bánat visszatér a központba. Bánatot felfedezi Ciki, de másodgondolatai miatt a Feszkó tervével kapcsolatban segít neki rejtve maradni, majd kijutni.  
Feszkó irányítása alatt Riley belopózik Roberts irodájába, és megtudja a jegyzeteiből, hogy Riley-t még nem tartják elég felkészültnek ahhoz, hogy Fire Hawk legyen. Az eredeti négy érzelem megtalálja az önérzet egy hegynyi rossz emlék tetején, amelyet Derű mechanizmusa halmozott fel. Mivel nem tudják használni a visszahívó csövet, amelyet Feszkó tönkretett, egy emléklavinát idéznek elő, amely visszajuttatja őket a központba. Feszkó rájön, hogy az általa létrehozott önérzet Riley számára az önbizalomhiány érzését hozta létre, ami miatt Riley gyengén teljesít a végső próbameccsén, véletlenül megsebesíti Grace-t, és büntetőpadra kerül. Rémülten Feszkó vakító forgószélként szállja meg a vezérlőpultot, és Riley pánikrohamot kap.
Visszatérve a központba, Derű rájön, hogy Feszkó még mindig irányít, de mozdulatlanná vált; Derű meggyőzi őt arról, hogy Riley-nak nem kell megváltoznia ahhoz, hogy jobb jövője legyen. Majré végül enged, és Derű visszaállítja Riley eredeti önérzetét, de a pánikroham továbbra is fennáll. Miután Majré bevallja, hogy nem tudja meghatározni, ki is valójában Riley, Derű rájön, hogy ez rá is igaz. Derű eltávolítja az első önérzetet, és hagyja, hogy egy új alakuljon ki Riley jó és rossz emlékeiből egyaránt. Az érzelmek elfogadják ezt a harmadik önérzetet, amely megnyugtatja Riley-t, és segít neki kibékülni Bree-vel és Grace-szel. A vezérlőpult Derűt hívja, aki átveszi az irányítást, és segít Riley-nak boldogan befejezni a hokiválogatót.  
Riley Val-lal és a többi Fire Hawk csapattaggal barátkozik az iskolában, miközben megőrzi barátságát Bree-vel és Grace-szel. Békében élve mind a kilenc érzelem együtt dolgozik, hogy megvédje Riley-t, aki megnézi telefonján a Fire Hawk toborzó eredményeit, majd büszke mosollyal néz magára a tükörben.  
A stáblista után Derű a Sötét titokkal beszélget, és megtudja Riley legsötétebb titkát.

## Szereplők
| Szereplő                 | Eredeti hang            | Magyar hang        |
| ------------------------ | ----------------------- | ------------------ |
| Derű                     | Amy Poehler             | Bogdányi Titanilla |
| Feszkó                   | Maya Hawke              | Kanyó Kata         |
| Riley Andersen           | Kensington Tallman      | Rácz Hajna         |
| Undor                    | Liza Lapira             | Sipos Eszter Anna  |
| Majré                    | Tony Hale               | Seder Gábor        |
| Harag                    | Lewis Black             | Faragó András      |
| Bánat                    | Phyllis Smith           | Kokas Piroska      |
| Irigység                 | Ayo Edebiri             | Staub Viktória     |
| Uncsi                    | Adèle Exarchopoulos     | Mikecz Estilla     |
| Ciki                     | Paul Walter Hauser      | Baráth István      |
| Valentina "Val" Ortiz    | Lilimar Hernandez       | Schmidt Antónia    |
| Grace Hsieh              | Grace Lu                | Schmidt Karolina   |
| Breeonna "Bree" Young    | Sumayyah Nuriddin-Green | Hegedűs Johanna    |
| Riley anyja              | Diane Lane              | Kisfalvi Krisztina |
| Riley apja               | Kyle MacLachlan         | Rajkai Zoltán      |
| Roberts edző             | Yvette Nicole Brown     | Hay Anna           |
| Eb úrfi                  | Ron Funches             | Osbáth Márk        |
| Tasi                     | James Austin Johnson    | Rada Bálint        |
| Lance Slashblade         | Yong Yea                | Szatory Dávid      |
| Sötét titok              | Steve Purcell           | Szrna Krisztián    |
| Frank, az elmerendőr     | Dave Goelz              | Scherer Péter      |
| Dave, az elmerendőr      | Frank Oz                | Reviczky Gábor     |
| Művezető                 | Kirk Thatcher           | Dézsy Szabó Gábor  |
| Anya-Harag               | Paula Pell              | Solecki Janka      |
| Apa-Harag                | Pete Docter             | Kőszegi Ákos       |
| Nosztalgia               | June Squibb             | Bókai Mária        |
| Paula, a feledtetőmunkás | Paula Poundstone        | Csonka Anikó       |
| Bobby, a feledtetőmunkás | Bobby Moynihan          | Weigert Viktor     |
| Fritz                    | John Ratzenberger       | Hám Bertalan       |
| Margie                   | Sarayu Blue             | Bálint Adrienn     |
| Jake, az elmerendőr      | Flea                    | Geri Tamás         |
| Jégkorong-kommentátor    | Kendall Coyne Schofield | Márta Éva          |

### Magyar változat
- Magyar szöveg: Blahut Viktor
- Dalszöveg: Nádasi Veronika, Szente Vajk
- Felvevő hangmérnök: Bogdán Gergő
- Vágó: Kránitz Lajos András
- Gyártásvezető: Bogdán Anikó
- Szinkronrendező: Dobay Brigitta
- Zenei rendező: Bolba Tamás, Császár Bíró Szabolcs
- Produkciós vezető: Máhr Rita
- Művészeti vezető: Aleksandra Janikowska

A szinkront a Disney Character Voices International megbízásából az Iyuno Hungary készítette.

## A film készítése
Az Agymanók sikerét követően, amely 2015 hetedik legnagyobb bevételt hozó filmje lett, az Entertainment Tonight és a The Guardian „elkerülhetetlennek” tartotta egy folytatás elkészültét. Az eredeti film rendezője, Pete Docter már ötleteket érlelt egy folytatáshoz, miközben a filmet a 88. Oscar-gálán jelölték. Az Agymanók 2. fejlesztése 2020 januárjában kezdődött, miután a rendező, Kelsey Mann újra megtekintette gyermekkorának egyik születésnapi partijáról készült fényképeit. A Pixar hivatalosan is megerősítette a folytatás fejlesztését a 2022-es D23 Expo rendezvényen, ahol Amy Poehler színésznő Pete Docterrel együtt lépett színpadra, hogy beszéljenek a filmről. Kelsey Mannt nevezték ki a folytatás rendezőjének, Mark Nielsen lett a producer, és Meg LeFauve tért vissza a forgatókönyvírói székbe, aki az első film szövegén is dolgozott.